# فيضانات جاكرتا 2020
فيضانات جاكرتا 2020 هي فيضانات مفاجئة حدثت في جميع أنحاء العاصمة الإندونيسية جاكرتا ومنطقتها الحضرية في الساعات الأولى من يوم 1 يناير 2020م، وذلك بسبب الأمطار التي وقعت ليلًا والتي ألقت ما يقرب من 400 ملليمتر من مياه الأمطار، مما تسبب في فيضان نهر تشي ساداني ونهر سيليوونج. قُتل جراء الفيضانات ما لا يقل عن 66 شخصًا، ونزح أكثر من 60.000 شخص في أسوأ فيضانات بالمنطقة منذ عام 2007.

## خلفية
ضربت الفيضانات جاكرتا عدة مرات في الماضي، بما في ذلك أعوام 1621 و 1654 و 1918 و 1942 و 1976 و 1996 و 2002 و 2007 و 2013. ومن العوامل المساهمة المهمة أن جزءًا كبيرًا من جاكرتا منخفض. حوالي 24.000 هكتار (240 كم 2) من الجزء الرئيسي من جاكرتا يقع تحت مستوى سطح البحر. قد تصبح الفيضانات شديدة إذا تزامنت الأمطار الغزيرة مع المد والجزر العالية. عندما يحدث هذا فإن المد العالي يدفع المياه إلى المناطق المنخفضة بالتزامن مع جريان الأمطار من المناطق المرتفعة (مثل بوجور) التي تتدفق إلى منطقة جاكرتا. النمو السكاني غير المتحكم فيه في المناطق الحضرية، وضعف تخطيط استخدام الأراضي، وعدم تفهم سكان المدينة والحكومة بشأن الفيضانات ومخاطر الكوارث، كل هذه العوامل أدّت إلى تفاقم الأثر الناتج عن الفيضانات.

## التأثير
تم تعيين بوابات طوارئ متعددة لحالة الطوارئ بسبب ارتفاع منسوب المياه بعد هطول الأمطار. من الساعة 18:30 بالتوقيت المحلي في 1 يناير حتى الساعة 12:00 في 2 يناير تنازلت الحكومة مؤقتًا عن جميع رسوم الطرق في جاكرتا.
في أجزاء كثيرة من المدينة وصلت مستويات المياه من 30 إلى 200 سم. في بعض الأماكن مثل شيبينانغ مالايو شرق جاكرتا بلغ منسوب المياه ذروته عند أربعة أمتار. تم إجلاء أكثر من 397.000 من السكان إلى مناطق مرتفعة. حددت الحكومة المدارس والمباني الحكومية كملاجئ مؤقتة. في العديد من المناطق تم إعاقة جهود الإخلاء بسبب المياه المتسرعة وانقطاع التيار الكهربائي.
وفقًا للأرصاد الجوية في إندونيسيا وعلم المناخ والوكالة الجيوفيزيائية من المتوقع هطول المزيد من الأمطار مع العواصف الرعدية والرياح الشديدة في الأيام الثلاثة إلى السبعة المقبلة، والتي من المحتمل أن تؤدي إلى تفاقم الوضع الحالي للفيضانات.

### المواصلات
تم تعطيل شبكات النقل المتعددة، بما في ذلك النقل بالسكك الحديدية الخفيفة، سيارة أجرة، القطارات، رسوم الطرق، ومطار حليم بيرداناكوسوما الدولي. واصل مطار سوكارنو هاتا الدولي وجاكرتا إم آر تي العمل بشكل طبيعي. تم إغلاق مطار حليم بيرداناكوسوما في الصباح الباكر بسبب المدارج المغمورة، وتم إعادة توجيه الحركة الجوية مؤقتًا إلى مطار سوكارنو هاتا الدولي. تم إعادة فتح المطار بعد ساعتين.

## الوفيات
اعتبارًا من 6 يناير 2020، أبلغ المسؤولون أن عدد القتلى بلغ 66 شخص بسبب الانهيارات الأرضية، وانخفاض درجة الحرارة، والغرق، والصعق بالكهرباء. أصيبت العديد من أجزاء المدينة بانقطاع الكهرباء، حيث تم إيقاف الطاقة لأسباب تتعلق بالسلامة من قبل شركة الكهرباء المملوكة للدولة. كان هذا الفيضان هو أسوأ فيضانات في المنطقة منذ عام 2007 عندما كانت شدة هطول الأمطار 340 ملم في اليوم، وقتل حينها 80 شخصًا في 10 أيام.

## الاستجابة
تم استخدام طائرات البذر السحابية في محاولة لتفريق الأمطار الغزيرة.
قام حاكم جاكرتا أنيس باسويدان بالتغريد على أن الحكومة ستساعد جميع المتضررين من الفيضان. كما أخبر باسويدان المراسلين أنه سيدفع مشاريع البنية التحتية الجديدة على نطاق واسع، بما في ذلك السدود وقنوات تصريف الأمطار، لمنع الفيضانات مرة أخرى. صرح باسويدان علنًا: أريد من جميع المسؤولين في إدارات جاكرتا التأكد من أن جميع المباني الحكومية والمدارس جاهزة للاستخدام كملاجئ للإخلاء. وأمر بإعداد المطابخ العامة ومراكز الرعاية الصحية والأدوية وحصائر النوم والمراحيض العامة وغيرها من المرافق الأساسية التي يحتاج إليها من تم إجلاؤهم في وقت الفيضان. كما غرد الرئيس الأندونيسي جوكو ويدودو بأنه سيعيد بناء جميع البنية التحتية العامة من خلال تدابير مكافحة الفيضانات.
صرحت وزارة الخارجية التركية بأنها تتضامن تضامن تام مع شعب أندونيسيا وعلى استعداد لتقديم أي مساعدة قد تكون مطلوبة.